# 1383

## أحداث
- بداية أزمة 1383-1385 في 1 أبريل 1383 والتي انتهت في 1 أكتوبر 1385.
- بدأ خلافة الواثق بالله الثالث.

## مواليد
- أبو زيان محمد بن أحمد
- أماديو الثامن، دوق سافوي
- ماسولينو دا بانيكالي

## وفيات
- الخلفية العباسي المتوكل على الله الثاني
- 22 أكتوبر - ملك البرتغال فرديناند الأول.